# Pyripnomyces maranhensis
Pyripnomyces maranhensis är en svampart som beskrevs av Cavalc. 1972. Pyripnomyces maranhensis ingår i släktet Pyripnomyces, divisionen sporsäcksvampar och riket svampar.   Inga underarter finns listade i Catalogue of Life.